# Newnham, Hertfordshire
Newnham är en civil parish i Storbritannien.   Den ligger i grevskapet Hertfordshire och riksdelen England, i den sydöstra delen av landet, 60 km norr om huvudstaden London.